# Flik 68J
A Fliegerkompanie 68J vagy Jagdflieger-Kompanie 68 (rövidítve Flik 68J, magyarul: 68. vadászrepülő-század) az osztrák-magyar légierő egyik repülőalakulata volt. 

## Története
A századot az ausztriai Straßhofban állították fel és kiképzése után 1917. december 27-én rendelték hadiszolgálatra. Bázisa az Aviano melletti közötti tábori repülőtéren volt. 1918 nyarán a 6. hadsereg kötelékében vett részt a piavei offenzívában; ekkor Colle Umbertóból indult bevetésekre. A sikertelen hadművelet után Campoformidóba, majd Godega di Sant'Urbanóba vonták vissza. 
A háború után a teljes osztrák légierővel együtt felszámolták.

## Századparancsnokok
- Egon Wagner százados
- Karl Patzelt főhadnagy
- Georg Kenzian von Kenzianshausen főhadnagy
- Julius Koczor főhadnagy

## Ászpilóták
| Név                | A században szerzett győzelem |
| ------------------ | ----------------------------- |
| Andreas Dombrowski | 1                             |

### Repülőgépek
A század pilótái a következő típusokat repülték: 
- Albatros D.III
- Phönix D.II

## Századjelzés
A 6. hadseregben 1918. április 14-én bevezették a repülőgépek megkülönböztető jelzéseit. Ennek alapján a Flik 68J gépeinek keréktárcsáját fele-fele arányban zöld-fehérre festették.   